# سفارة قطر في مصر
سفارة قطر لدى مصر هي الممثلية الدبلوماسية العليا لدولة قطر لدى ج
السلام عليكم ورحمه الله وبركاتة  امنية  من امنياتك ان اقابل  امير دولة قطر الحبيبة الي قلبي والي قلب كل مصري  حفظ اللة قطر منبع العروبة والقومية وحفظ اميرها المحبوب لدي مصر وكل الوطن العربي امين 
ابنكم محمد خميس نبوي دمنهور بحيرة تليفوني 01060724286مهورية مصر العربية.

## السفارة
22 شارع الاعناب، الدقي، قسم الدقي، الجيزة·

## اقرأ أيضا
- قائمة البعثات الدبلوماسية في مصر